# Billet de 50 francs Jacques Cœur
Pour les articles homonymes, voir 50 francs.
Recto
Verso
Chronologie
50 francs Cérès 50 francs Le Verrier
Le 50 francs Jacques Cœur est un billet de banque français créé le 13 juin 1940, mis en circulation à partir du 21 janvier 1941 par la Banque de France à la place du 50 francs Cérès. Il a été remplacé par le 50 francs Le Verrier.

## Historique
Ce billet appartient à la série des billets polychromes composé en taille douce avec une thématique centrée sur un personnage historique et une région, le tout étant susceptible de renforcer, comme pour le 20 francs Bayard, la cohésion nationale. Le 100 francs Sully appartient à cette même série thématique, laquelle dominera dans les choix iconographiques des futurs billets français jusqu'au passage à l'euro.
Il fut imprimé de juin 1940 à mai 1942.
Il fut retiré de la circulation et privé de son cours légal le 4 juin 1945. Le tirage total fut 445 000 000 de billets.

## Description
C'est le peintre Lucien Jonas qui exécute les dessins tandis que la gravure est signée Camille Beltrand.
Les tons dominants sont le rouge et le gris. La double existence des indices d’authentification est abandonnée pour cette vignette .
Au recto : à gauche, le buste de Jacques Cœur représenté en pourpoint bleu, écrivant à la plume d'oie. Sur son bureau, un coffret en ivoire ornementé, un encrier, avec en fond, la façade du Palais situé à Bourges. De chaque côté, une colonne soutenant un chapiteau. Sur la frise du bas, l'inscription en vieux français et dans une typographie manuscrite : "À cœurs vaillans riens impossible".
Au verso : à droite, une paysanne en habits traditionnels berrichons filant une quenouille, avec en fond, au premier plan, des moutons puis des vaches en pâturage. En arrière fond, une vue découpée de la ville de Bourges. De chaque côté de la vignette, se trouve une colonne soutenant un chapiteau.
Le filigrane, inscrit dans une forme de cœur, représente la tête de profil d'une berrichonne en coiffe.
Ses dimensions sont de 145 × 90 mm.

## Remarques
- Le projet d'étude pour ce nouveau billet fut initié en 1939 : il s'agissait alors de mobiliser les Français face à la menace de guerre.
- Le Berry ne fut pas choisi par hasard par les autorités monétaires eu égard au contexte : illustrer la région la plus au centre renvoyait nécessairement aux armées, généralement stationnées là pour des raisons stratégiques.
- Ce billet peut sembler une énigme en raison de son côté « provocateur » et au regard des circonstances : en juillet 1940, quand Pétain installe l'État français, le billet n'est pas en circulation, il ne le sera que sept mois plus tard.